# Robert Gauthier
Robert Gauthier, francoski dirkač.
Robert Gauthier je na dirkah za Veliko nagrado prvič nastopil v sezoni 1925 na dirki Grand Prix de la Marne, kjer je z dirkalnikom Talbot 70 osvojil tretje mesto. Le na dirki Grand Prix de la Marne je nastopil tudi v naslednji sezoni 1926, ponovno pa je osvojil tretje mesto, tokrat z dirkalnikom Bignan B. V sezoni 1928 je nastopil na štirih dirkah, na katerih je dosegel tri druga mesta na dirkah Velika nagrada Pikardije, Grand Prix de la Marne in Velika nagrada La Baule ter vnovično tretje mesto na dirki Grand Prix de la Marne. Na dirki za Veliko nagrado Bourgogna, je z dirkalnikom Bugatti T35C, s katerim je osvojil večino uspehov, osvojil tretje mesto. Po dirki za Veliko nagrado Španije, na kateri zaradi okvare dirkalnika ni štartal, se je za nekaj časa upokojil, v sezoni 1932 pa je nastopil še na nekaj dirkah, tudi na dirki za Veliko nagrado Torvilliersa, na kateri je z dirkalnikom Bugatti T37A dosegel svojo edino zmago v karieri, premagal pa je med drugimi tudi drugo uvrščenega Raymonda Sommerja. Po koncu sezone se je dokončno upokojil kot dirkač. 